# Chaenaxis tuba
Chaenaxis tuba är en snäckart som först beskrevs av Henry Augustus Pilsbry och James Henry Ferriss 1906.  Chaenaxis tuba ingår i släktet Chaenaxis och familjen puppsnäckor. Inga underarter finns listade i Catalogue of Life.